# Jannie de Groot
Adriana Elisabeth de Groot –conocida como Jannie de Groot– (Ámsterdam, 4 de enero de 1930-Ámsterdam, 27 de julio de 2011) fue una deportista neerlandesa que compitió en natación, especialista en el estilo braza. Ganó dos medallas de bronce en el Campeonato Europeo de Natación, en los años 1947 y 1950.

## Palmarés internacional
| Campeonato Europeo | Campeonato Europeo  | Campeonato Europeo | Campeonato Europeo |
| Año                | Lugar               | Medalla            | Prueba             |
| ------------------ | ------------------- | ------------------ | ------------------ |
| 1947               | Montecarlo (Mónaco) | Medalla de bronce  | 200 m braza        |
| 1950               | Viena (Austria)     | Medalla de bronce  | 200 m braza        |